# Tscheuke Hermann
Tscheuke Hermann Ernő (Budapest, 1870. – ?, 1944 február után) magyar építész.

## Élete
Életéről kevés adat ismert. Valószínűleg azonos a Tschenke Ármin néven nyilvántartott személlyel, akinek születését 1870-re teszik; és 1882-ben az evangélikus gimnáziumba tanult Pesten. A kegyes tanítórendiek főgimnáziumában is felbukkan a neve 1884-ben,, 1885-ben és 1886-ban. 1892-ben műegyetemi hallgató volt.
1899-ben már a Magyar Iparművészeti Társulat tagjaként ismerték. Építészként mintegy 40 éven át, az 1900-as évek elejétől az 1940-es évekig fordul elő a neve.
Részt vett Bárczy István kislakás- és iskolaépítési programjában, ennek keretében egy nagyobb bérházat tervezett a Mester utcába.

## Ismert épületei

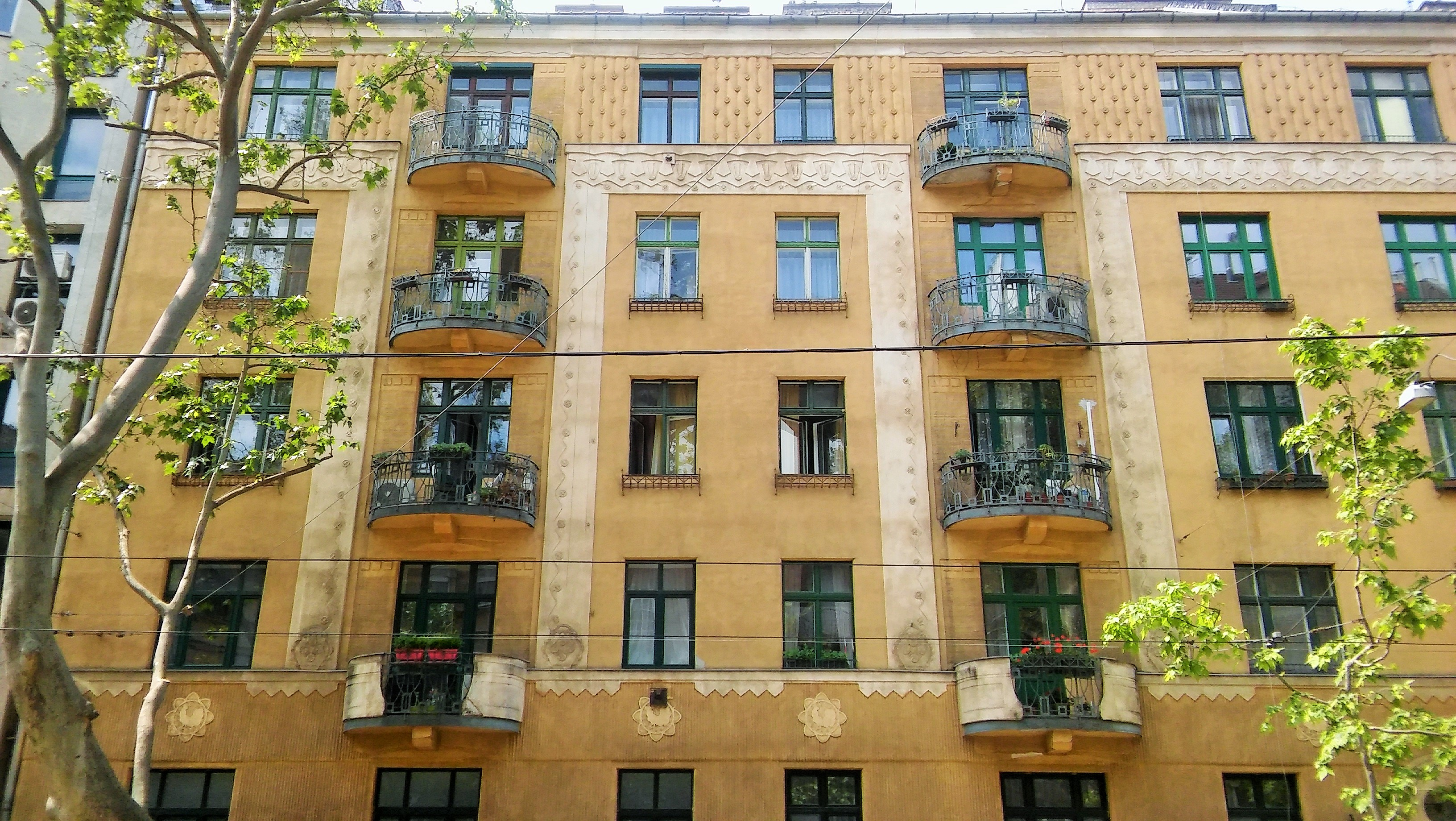
Székesfővárosi kislakásos bérház, Budapest, Mester utca

- 1904–1906: Mechwart Ernő kastélya, Belecska (az építkezést Takách Béla New Yorkba utazása után vette át)[10]
- 1911: székesfővárosi kislakásos bérház, Budapest, Mester u. 5-7.[11][12]
- 1912: lakóház, Ménesi-út[13]
- 1912: lakóház, Kelenföld[13]
- 1914: Mechwart-kastély, Belecska[14] (Takách Bélaval közös munka)[15]
- 1924: lakóház, Budapest, Strázsa köz[1]
- 1926: lakóház, Budapest, Juranics u.[16][17]
- 1928: Téli Gazdasági Iskola (ma: Arany János Óvoda, Általános Iskola, Szakiskola, Készségfejlesztő Iskola és Egységes Gyógypedagógiai Módszertani Intézmény), Székesfehérvár, Szekfű Gyula u. 6.[18]
- 1934–1935: Fenyves úti elemi iskola, Budapest[19][20]
- 1938: lakóház, Budapest, Ferenc-tér 1.[21]

### Tervben maradt épületei
- 1908: törvényszék és fogház, Zombor[22]
- 1910: bérház, Budapest, 1237. hrsz. telek (ide később a Palatinus-házak épültek)[23]
- 1910: Pest Vidéki Törvényszék, Budapest[24]
- 1910: Magyar Királyi Állami Számvevőszék, Budapest[25]
- 1910: marostordavármegyei székház, Marosvásárhely[26]
- 1910: lakóház az 1100/b. hrsz. telekre, Budapest[27]
- 1911: Népkönyvtár, Budapest[28]
- 1914: lakóház, Berndorf[29]
- 1914: lakóház, Budapest, Gellért-hegy[30]
- 1914: I. Ferenc József jubileumi templom, Budapest, Rezső tér[31]
- 1916: Székesfővárosi krematórium, Budapest[32]
- 1916: első világháborús hősi emlékmű[33]
- 1922: Magyar Általános Kőszénbánya Rt. Kaszinója, Tatabánya[34][35]
- 1927: Posta, Makó[36][37]
- 1927: téli gazdasági iskola típusterv[38]
- 1928: Fővárosi Szeretet Otthon (ma: Bajcsy-Zsilinszky Kórház), Budapest, Maglódi út 89-91.[39]
- 1934: Fürdő, Parád[40]
- 1936: OTI bérház, Debrecen[41]
- 1940: városi közkórház kibővítésé, Kiskunhalas[42]
- 1941: Kőbányai úti új székesfővárosi polgári fiúiskola, Budapest[43]
- 1942: OTI központi rendelőintézet, Budapest, Tisza Kálmán tér[44]
- 1943: BSzKRT Betegségi Biztosító Intézet, Budapest, Nagyvárad tér[45]